# Digitalis minor
Digitalis minor är en grobladsväxtart. Digitalis minor ingår i släktet fingerborgsblommor, och familjen grobladsväxter.

## Underarter
Arten delas in i följande underarter:
- D. m. minor
- D. m. palaui

## Bildgalleri

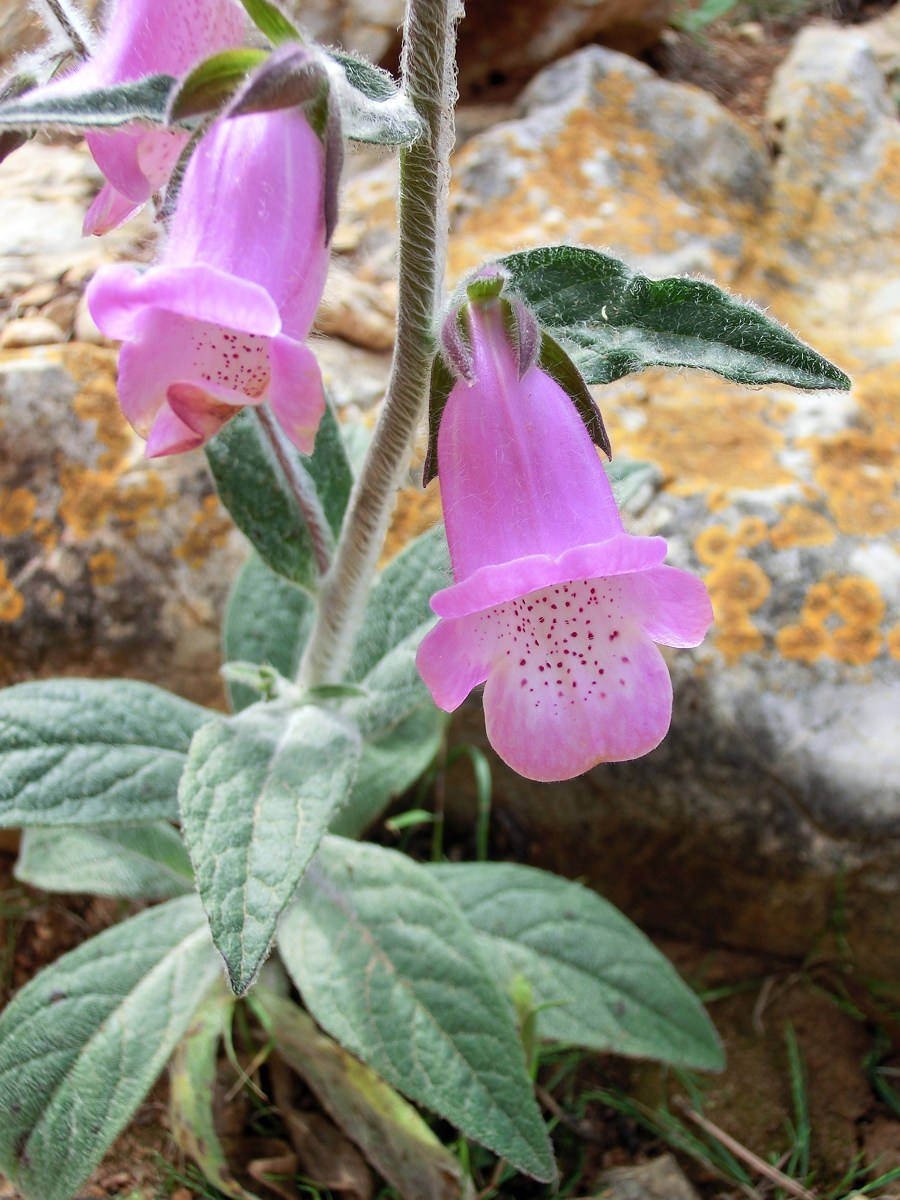